# Tornø
Tornø is een Deens eiland in de Odensefjord, aan de noordzijde van het eiland Funen. Het behoort tot de gemeente Kerteminde, is 21 ha groot en telt 4 inwoners.
Het is privé-eigendom en sinds 1922 verbonden met Funen door een 300 meter lange dijk, die werd aangelegd voor het vervoer van schelpen. Het schelpenverwerkingsbedrijfje is al lang verdwenen, maar er is nog steeds een landbouwbedrijf actief.